# 발레리야 코블로바
발레리야 세르게예브나 코블로바(러시아어: Вале́рия Серге́евна Кобло́ва, 1987년 5월 5일~)는 러시아의 레슬링 선수로 2016년 하계 올림픽에서 여자 헤비급 동메달을 획득했다. 결혼 전 이름은 발레리야 세르게예브나 졸로보바(러시아어: Вале́рия Серге́евна Жо́лобова)였다.

## 개인사
2012년 10월 전직 레슬링 선수이자 외상 치료사인 드미트리 코블로프(러시아어: Дми́трий Коблов)와 결혼했다. 2019년 9월 딸 플로리아나 코블로바(러시아어: Флориана Кобло́ва)가 태어났다.

## 수상
- 조국공헌메달 1등급(2016년 8월 25일)
- 명예 러시아 체육 명장(2013년 7월 19일)